# Jean-Christophe Prat

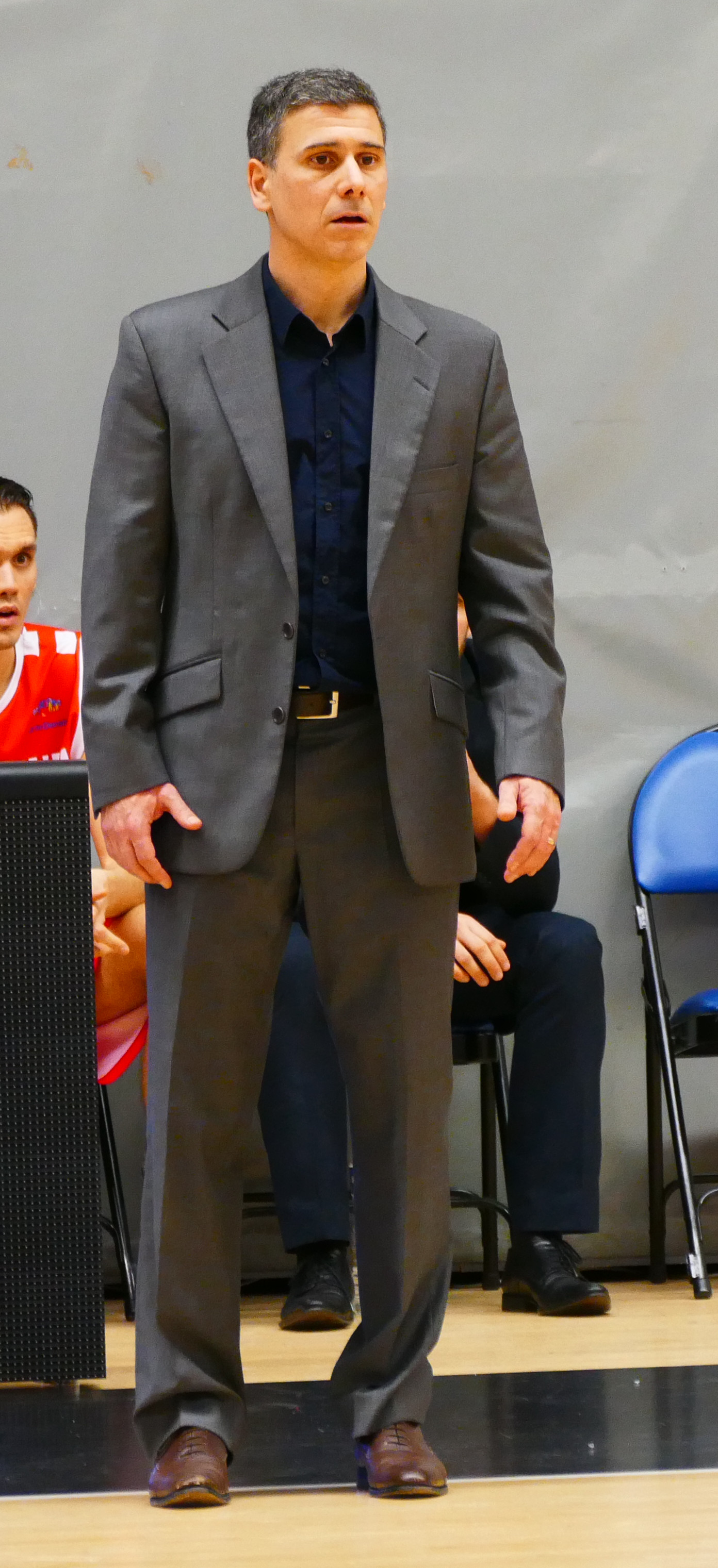
Jean-Christophe Prat (2017)

Jean-Christophe Prat (* 27. Februar 1972 in Paris) ist ein französischer Basketballtrainer.

## Werdegang
Prat war Jugendtrainer bei Paris Basket Racing und führte die Mannschaft des Vereins in der Wettkampfklasse minimes (13- und 14-Jährige) im Jahr 2000 zum Gewinn der französischen Meisterschaft. In der Saison 2001/02 betreute er beim selben Verein eine ältere Jugendmannschaft und leitete das Nachwuchsleistungszentrum. Im Jahr 2003 arbeitete er als Assistenztrainer beim Zweitligisten Mulhouse. Von 2003 bis 2006 war Prat bei ASVEL Lyon-Villeurbanne tätig, war dort von 2003 bis 2005 Assistenztrainer der Erstligamannschaft, Jugendtrainer und von 2004 bis 2006 auch Leiter des Nachwuchsleistungszentrums.
Im Zeitraum 2006 bis 2012 gehörte Prat als Assistenztrainer zum Stab des Erstligisten Orléans Loiret Basket. 2010 gewann er mit Orléans den französischen Pokalwettbewerb. 2012 wechselte er zu Beşiktaş Istanbul und wurde dort Assistent von Cheftrainer Erman Kunter, unter dem er bereits 2004/05 bei ASVEL gearbeitet hatte. Prat war bis 2014 für Beşiktaş tätig, in der Sommerpause 2014 wurde er vom französischen Zweitligisten ASC Denain-Voltaire als Cheftrainer verpflichtet. Nach dem Ende der Saison 2016/17 ging Prats Amtszeit in Denain zu Ende.
Im Sommer 2018 wurde Prat der erste Cheftrainer in der Vereinsgeschichte der neugegründeten Mannschaft Paris Basketball. Mit Paris trat er in der zweiten französischen Liga an, in der Saison 2020/21 führte er die Mannschaft zum Aufstieg in die höchste Spielklasse des Landes. Er blieb bis zum Ende der Saison 2021/22 im Amt.
Im Sommer 2023 wurde er wieder Assistenztrainer bei ASVEL Lyon-Villeurbanne. Ende Oktober 2023 wechselte er als Cheftrainer zu BCM Gravelines. Er führte die Mannschaft 2024 trotz erheblicher Abstiegsgefahr zum Verbleib in der ersten französischen Liga.